# Eldfell
Eldfell ("muntanya de foc" en islandès) és un volcà d'Islàndia amb un con de 220 m, la darrera erupció del qual data de 1973. Està situat a la petita illa de Heimaey, al sud de l'illa principal del país. El calor de la seva activitat permet dotar d'energia a les cases de la població, ja que els voltants del volcà estan habitats des de com a mínim el segle IX (amb algunes evacuacions d'urgència al segle XX), amb unes 3.500 persones vivint-hi de forma regular.

## Mineralogia
Al volcà Eldfell se n'han trobat fins a 30 espècies vàlides de minerals segons l'Associació Mineralògica Internacional). De totes aquestes, sis espècies han estat descobertes en aquest indret, sent el volcà la seva localitat tipus. Aquests minerals són: l'eldfellita, descoberta l'any 2007 en incrustacions fumaròliques a prop de la superfície del volcà, la jakobssonita, descoberta l'any 2011 i que rep el nom del vulcanòleg islandès Sveinn Peter Jakobsson (1939-), la leonardsenita, descoberta també el 2011 i que rep el seu nom d'Erik Leonardsen, antic cap del laboratori de difracció de raigs X de l'Institut de Geologia de la Universitat de Copenhaguen, l'oskarssonita, descoberta l'any 2012 i que rep el seu nom del vulcanòleg islandès Niels Oskarsson, la verneïta, aprovada l'any 2016, i la heimaeyita, descoberta l'any 2024. La resta de minerals trobats al volcà són: anhidrita, aftitalita, bassanita, chessexita, glauberita, guix, halita, hematites, jarosita, meniaylovita, metathenardita, òpal, ralstonita, rosenbergita, salmiac, silvita, tamarugita, thomsenolita i vanthoffita.
| Nom           | Fórmula      |
| Eldfellita    | NaFe³⁺(SO₄)₂ |
| Heimaeyita    | Na₃Al(SO₄)₃  |
| Jakobssonita  | CaAlF₅       |
| Leonardsenita | MgAlF₅·2H₂O  |
| Oskarssonita  | AlF₃         |
| Verneïta      | Na₂Ca₃Al₂F₁₄ |